# Любетино
Любѐтино или Любѐтина (на гръцки: Πεδινό, Педин̀о, катаревуса: Πεδινόν, Педин̀он, до 1926 година Λιουμπέτινο, Любетино, катаревуса Λιουμπέτινον, Любетинон) е село в Гърция, в дем Суровичево, област Западна Македония.

## География
Селото е разположено в северната част на котловината Саръгьол на 43 километра южно от град Лерин (Флорина) и на 3 километра източно от Айтос на главния път от Суровичево (Аминдео) за Костур (Кастория).

## История

### В Османската империя
В 1848 година руският славист Виктор Григорович описва в „Очерк путешествия по Европейской Турции“ Любѣтино като българско село. В „Етнография на вилаетите Адрианопол, Монастир и Салоника“, издадена в Константинопол в 1878 година и отразяваща статистиката на населението от 1873 година, Лубетине (Lubétiné) е посочено като село в Леринска каза с 27 домакинства с 80 жители цигани.
Според статистиката на Васил Кънчов („Македония. Етнография и статистика“) в 1900 година Любетино има 325 жители българи и 30 жители цигани. В българското училище в Любетино в 1897 - 1898 година преподава революционерът Атанас Шишков от Пътеле.
На Етнографската карта на Битолския вилает на Картографския институт в София от 1901 година Любетино е чисто българско село в Леринската каза на Битолския санджак с 40 къщи.
Беше 4 септем. Още въ тъмни зори войски заобиколиха селото ни, други влѣзнаха вѫтрѣ. Никой селянинъ не бѣше още излѣзълъ по работа. Сули, Демиръ и Алисъ, башибозуци изъ ближнитѣ села Зелениче, Горско и Спанци, доведоха войскитѣ и посочваха кѫщитѣ, въ които имаше мѫже. Събраха ни всички мѫже надъ селото. Войска ни заобиколи. Така ни държаха около половина часъ... Двама наши селяни бѣха мушнати съ щикове и останаха мъртви на гумното... Демиръ и Али от Неволяни подпалиха съ рѫженица нѣкои селски кѫщи. А женитѣ и дѣцата бѣха събрани и затворени въ оградата на Адинъ бей. Слѣдъ това войски и башибозукъ се втурнаха да грабятъ и горятъ селото. Солдатитѣ, които бѣха около насъ, получиха заповѣдъ да ни заведатъ въ Невѣска прѣзъ турското село Горско. У насъ не остана нито искра надежда за спасение. Какъ изминахме пѫтя до Горско, не зная, нъ когато стигнахме тукъ, всички 45 души селяни ни прѣдставиха на Решидъ-бея, башибозукъ. Той почна да избира измежду насъ най-здравитѣ и най-прѣдставителнитѣ. Ние разбрахме пѫкленото му намерение. Избранитѣ 11 души яко свързаха. Насъ прѣдадоха на едно отдѣление войски да ни кара по напрѣдъ, а вързанитѣ вървѣха малко по надирѣ отъ насъ. Пѫтьтъ за Нѣвеска е съвсѣмъ стръменъ. Ние гледахме нашитѣ другари, какъ мѫчно вървѣха. Нъ кога тѣ стигнаха надъ Додова чешма, ние чухме пушеченъ залпъ. Всички се прѣкръстихме, а солдатитѣ зеха да ни блъскатъ съ прикладитѣ, за да вървимъ по скоро... Най-сетнѣ черквата и училището ни изгориха, отъ 55 български кѫщи, здрави останаха само 12, а ние се разпръснахме да живѣемъ по другитѣ села.
По време на Илинденско-Преображенското въстание 15 души от селото участват в четите на ВМОРО, от тях е убит само един. На 4 август турски аскер убива 11 мирни селяни: Зафир Ташев, Дине Колев, Дине Пейов, Симо Типев, Ламбо Кръстев, Геле Цилев, Ноле Ванев, Коле Стойчев, Циле Георгиев, Ване Георгиев и Ице Митрев. Опожарени са 44 от всичките 53 къщи, а също и църквата „Свети Георги“.
През ноември 1903 година българският владика Григорий Пелагонийски и леринският архиерейски наместник отец Никодим раздават в Горно Върбени помощи за пострадалите любетинци, настанени в Горно Върбени и в Айтос.
По данни на секретаря на Българската екзархия Димитър Мишев („La Macédoine et sa Population Chrétienne“) в 1905 година в селото има 240 българи екзархисти и 60 цигани християни и функционира българско училище.
В 1905 година селото пострадва от андартски нападения.
В 1908 година църквата „Свети Георги“ е обновена.
При избухването на Балканската война в 1912 година 2 души от Любетино са доброволци в Македоно-одринското опълчение.

### В Гърция
През войната селото е окупирано от гръцки части и остава в Гърция след Междусъюзническата война. Боривое Милоевич пише в 1921 година („Южна Македония“), че Любетино (Љубетино) има 20 къщи славяни християни. В 1926 година е прекръстено на Пединон, в превод полско.
В 1928 година на площада на селото е започната втората църква „Свети Димитър“, която обаче е завършена едва в 1962 година. Дело е на майстори от Канцико – братята Андонис и Йоргос Сютис и Ламброс и Томас Симос.
До 2011 година селото е част от дем Айтос на ном Лерин.
| Име     | Име       | Ново име         | Ново име            | Описание                                     |
| ------- | --------- | ---------------- | ------------------- | -------------------------------------------- |
| Салегио | Σάλεγιο   | Кокинохома       | Κοκκινόχωμα         | местност на СИ от Рудник и на И от Ново село |
| Букчиш  | Μπουκτζής | то Ктима ту Бузи | τό Κτήμα τού Μπούξη |                                              |
| Рудник  | Ρούδνικ   | Евфора           | Εύφορα              | възвишение на СИ от Рудник (602 m)           |

### Преброявания
- 1913 – 227 жители
- 1920 – 252 жители
- 1928 – 308 жители
- 1940 – 367 жители
- 1951 – 264 жители
- 1961 – 338 жители
- 1971 – 354 жители
- 2001 – 462 жители
- 2011 – 387 жители

### Свещеници в Любетино
| Име                        | Име                      | Години      | От       |
| -------------------------- | ------------------------ | ----------- | -------- |
| 1. Христо Попхристов       | Χρήστος Παπαχρήστου      | 1850 – 1890 | Любетино |
| 2. Иван Попянакиев         | Ιωάννης Παπαγιαννάκης    | 1890 – 1903 | Любетино |
| 3. Василиос                | Βασίλειος                | 1903 – 1925 | Лехово   |
| 4. Алексиос Икономидис     | Αλέξιος Οικονομίδης      | 1925 – 1927 | Айтос    |
| 5. Илияс Папаилияс         | Ηλίας Παπαηλίας          | 1927 – 1940 | Айтос    |
| 6. Георгиос Папандулас     | Γεώργιος Παπαντούλας     | 1940 – 1947 | Клисура  |
| 7. Константинос Икономидис | Κωνσταντίνος Οικονομίδης | 1947 – 1970 | Айтос    |
| 8. Ангелос Хадзопулос      | Άγγελος Χατζόπουλος      | 1967 – 1971 | Ламия    |
| 9. Евангелос Евангелу      | Ευάγγελος Ευαγγέλου      | 1971 – 1988 | Сребрено |
| 10. Георгиос Олидис        | Γεώργιος Ολίδης          | 1988- 1989  | Айтос    |
| 11. Константинос Йоану     | Κωνσταντίνος Ιωάννου     | 1989 – 2009 | Любетино |
| 12. Кирякос Йоану          | Κυριακός Ιωάννου         | 2010 –      | Любетино |

## Личности
Родени в Любетино
- Алексо Лепишков (? – 1905), терорист и селски войвода на ВМОРО
- Васил Липитков (1862 – 1928), български революционер, войвода на ВМОРО
- Доне Липитков (1875 – 1905), български революционер, войвода на ВМОРО
- Илия Циганчето, македоно-одрински опълченец, четата на Пандо Шишков[19]